# John Hoppner
Pour les articles homonymes, voir Hoppner.
John Hoppner (4 avril 1758 - 23 janvier 1810), est un peintre britannique, réputé pour ses portraits et sa gamme chromatique.

## Biographie

### Origines et formation
John Hoppner est né dans le quartier de Whitechapel à Londres. Ses parents sont d'origine allemande ; sa mère fait partie des employés chargés de l'intendance du palais de Buckingham. Le jeune Hoppner, devenu choriste à la Chapel Royal et déjà doué pour le dessin, est remarqué par l'entourage du roi George III : le souverain lui offre une bourse pour qu'il étudie les beaux-arts. Les rumeurs selon lesquelles John serait le fils illégitime de George III sont totalement infondées.
John entre comme étudiant à la Royal Academy en 1775. Trois ans plus tard, il obtient une médaille d'argent en récompense de ses dessins exécutés d'après nature, puis, en 1782, la plus haute récompense, la médaille d'or pour une peinture d'histoire, avec comme sujet imposé le Roi Lear.

### Carrière
John Hoppner expose pour la première fois à la Royal Academy en 1780. C'est d'abord la peinture de paysage qui l'attire, mais les conditions économiques, l'état du marché de l'art et des commissions, le poussent à exploiter le genre du portrait, à cette époque bien plus rémunérateur. Il est profondément marqué par le style de Joshua Reynolds, principal maître et président-fondateur de la Royal Academy.
Il rencontre le succès assez rapidement auprès de l'aristocratie britannique et des personnalités les plus en vue du royaume. Son principal rival reste Thomas Lawrence : à partir de 1792, si Lawrence devient peintre à la Cour, Hoppner se voit préféré par toutes les « belles dames » de Carlton House. L'on sait qu'il assista Thomas Gainsborough en 1788, l'année de sa mort, en peignant le fond et une partie du grand portrait de Charlotte, comtesse Talbot (Dunedin Public Art Gallery).
L'examen de son œuvre montre qu'il n'aborda que rarement les sujets d'histoire et les mythes ; on mentionne cependant parmi ses compositions une Vénus endormie, un Bélisaire, un Jupiter et Io, une Bacchante et un Cupidon et Psyché.
Le prince de Galles lui rend en particulier fréquemment visite dans son atelier — Hoppner exécuta son portrait —, et beaucoup de ses portraits les plus remarquables se trouvent dans les appartements d'apparat de St. James's Palace ; les plus réussis sont peut-être ceux du prince, du duc et de la duchesse d'York, de lord Rodney et de l'amiral Nelson. Parmi les autres personnages dont il a peint le portrait, on compte Walter Scott, le duc de Wellington, ou encore celui de George Beaumont. Le portrait lumineux de The Honourable Elizabeth Ingram (1762–1817) (later Mrs Hugo Meynell) (vers 1789) conservé à la Temple Newsam House (Leeds Museums and Galleries) révèle une texture des matières et un choix de coloris exceptionnels.
En 1797, il prend comme assistant William Owen pour l'aider à répondre aux commandes.
En 1803, il publie A Series of Portraits of Ladies, un album regroupant des gravures de Charles Wilkin (en) (1750-1814) d'après ses portraits de femmes. En 1805, il publie un ouvrage contenant la traduction en vers anglais de contes orientaux.

### Vie privée
John Hoppner épouse Phoebe Wright, la fille d'une sculptrice née dans les colonies américaines, Patience Wright. Le couple a cinq enfants : Catherine Hampden Hoppner (1784–1828), qui travailla pour la East India Company ; Richard Belgrave Hoppner (1786–1872), consul général de Venise ; Wilson (ou William ?) Lascelles Hoppner (1788-?), artiste ; Henry Parkyns Hoppner (1795–1833), officier de la Royal Navy, explorateur, peintre et dessinateur.
Collectionneur, Hoffner possédait entre 1802 et 1809 la toile The Blue Boy (1774-1779) de Thomas Gainsborough.
Hoppner est mort le 23 janvier 1810, et est enterré à St. James's Chapel près Hampstead Road (Londres).

## Galerie

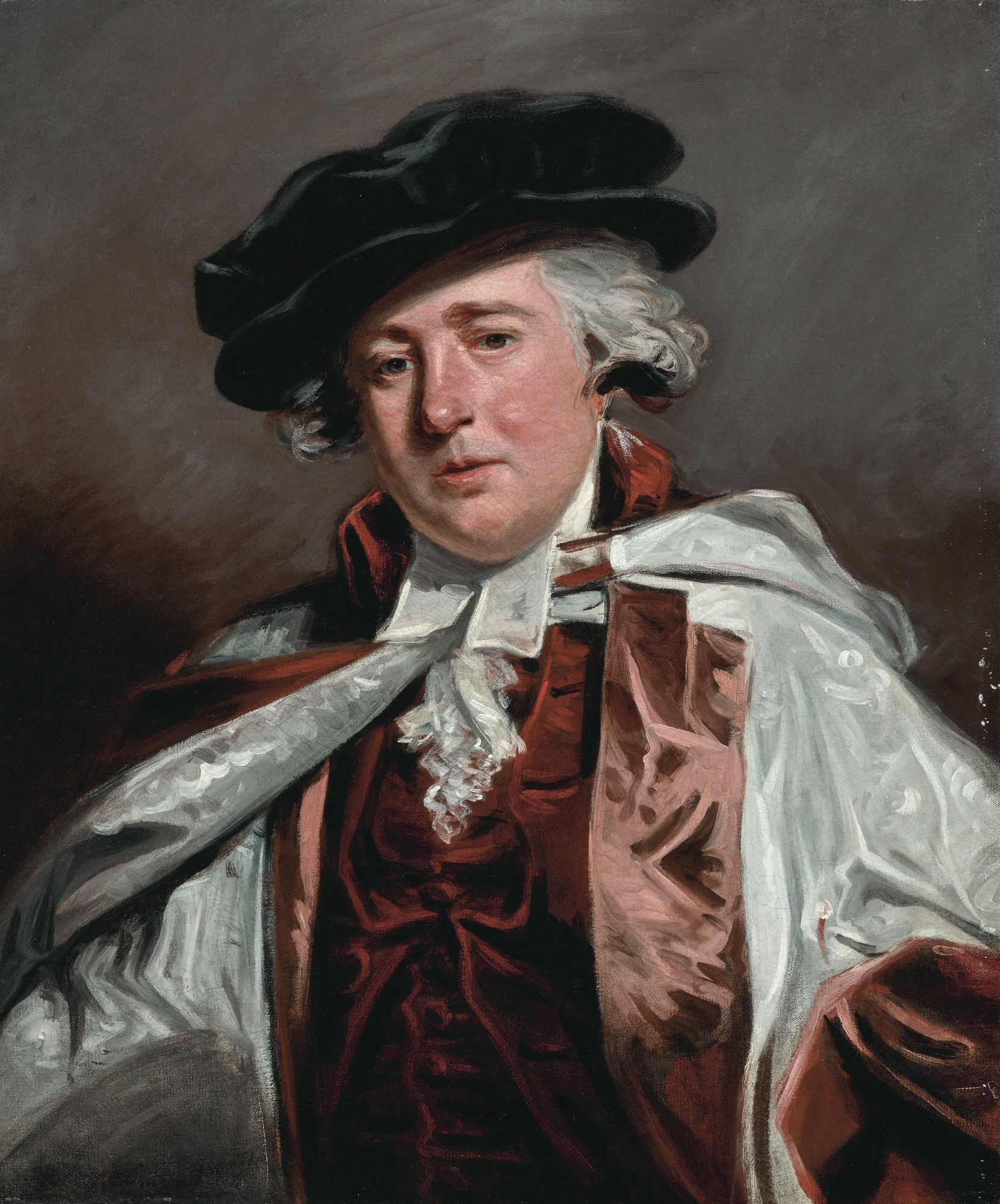
Edmund Ayrton, vers 1784
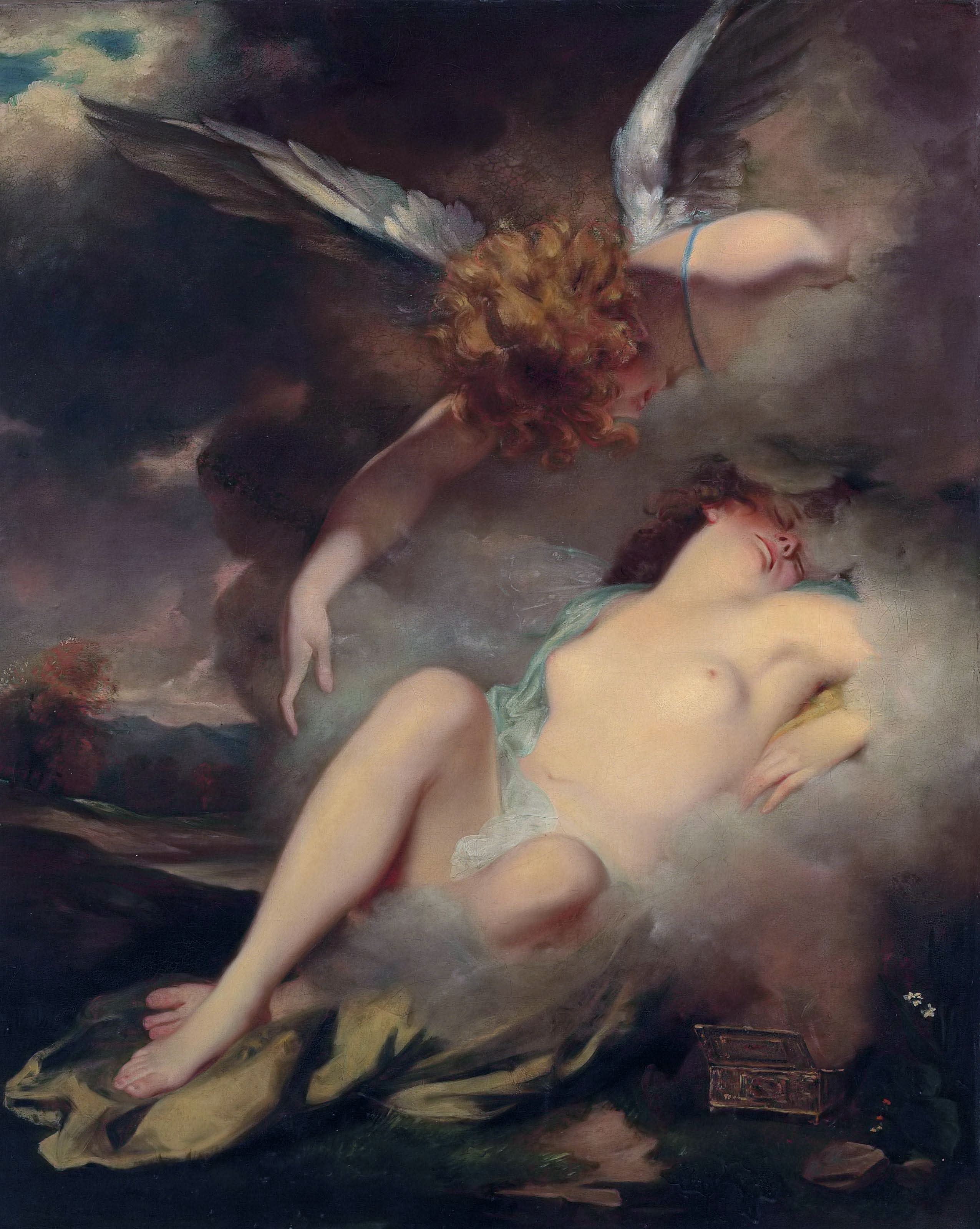
Cupidon et Psyché, 1785
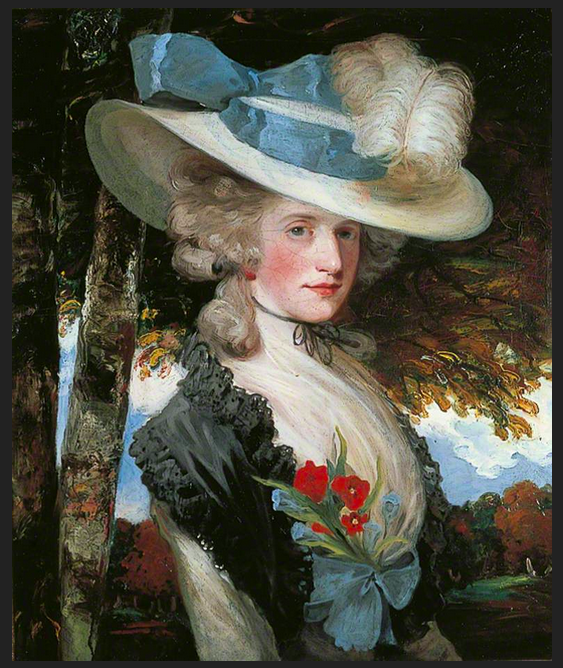
The Honourable Elizabeth Ingram, vers 1789
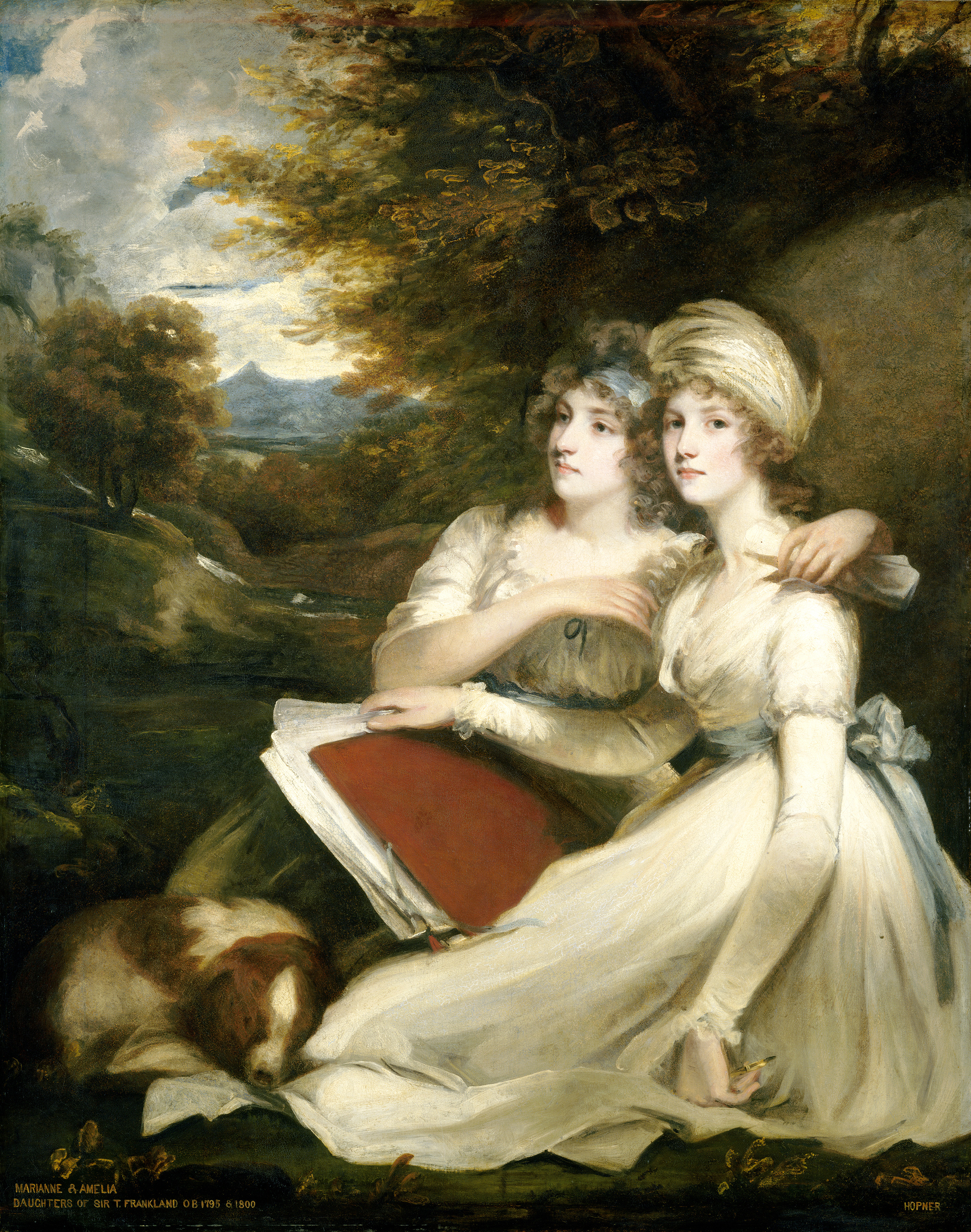
Portrait des sœurs Frankland, 1795
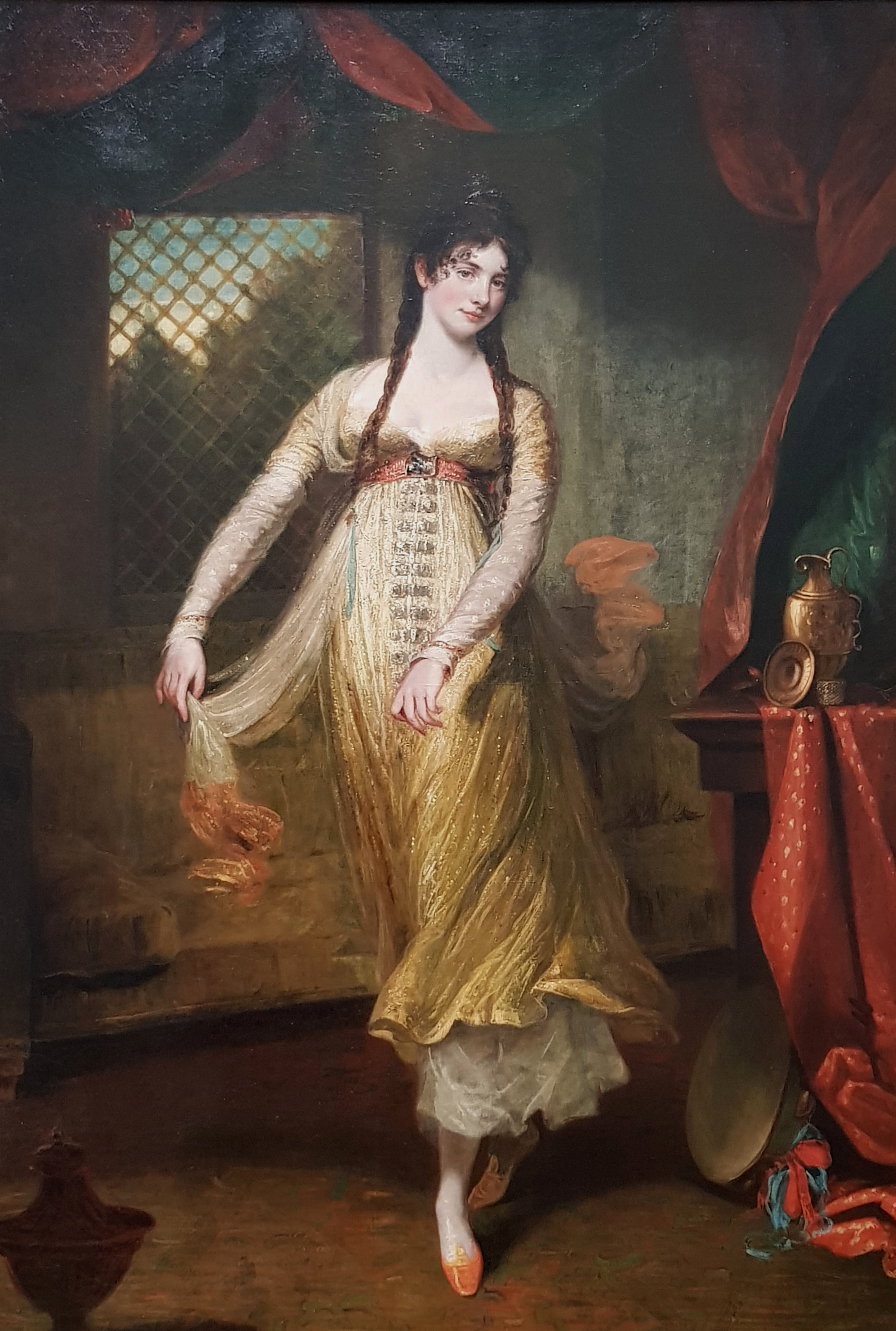
Madame Jeanne Hillisberg, 1795, New South Wales Art Gallery
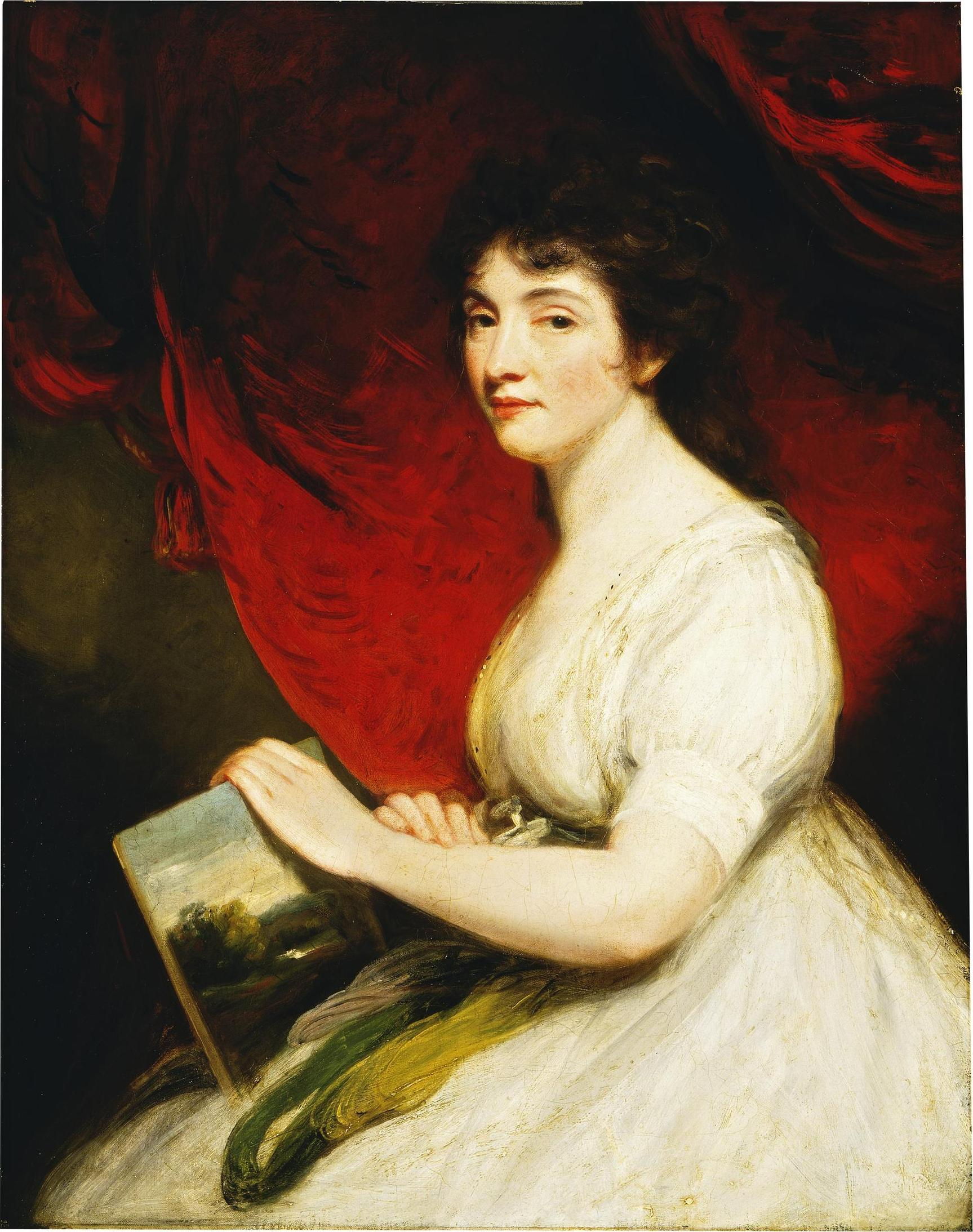
Miss Mary Linwood, vers 1800, Victoria and Albert Museum
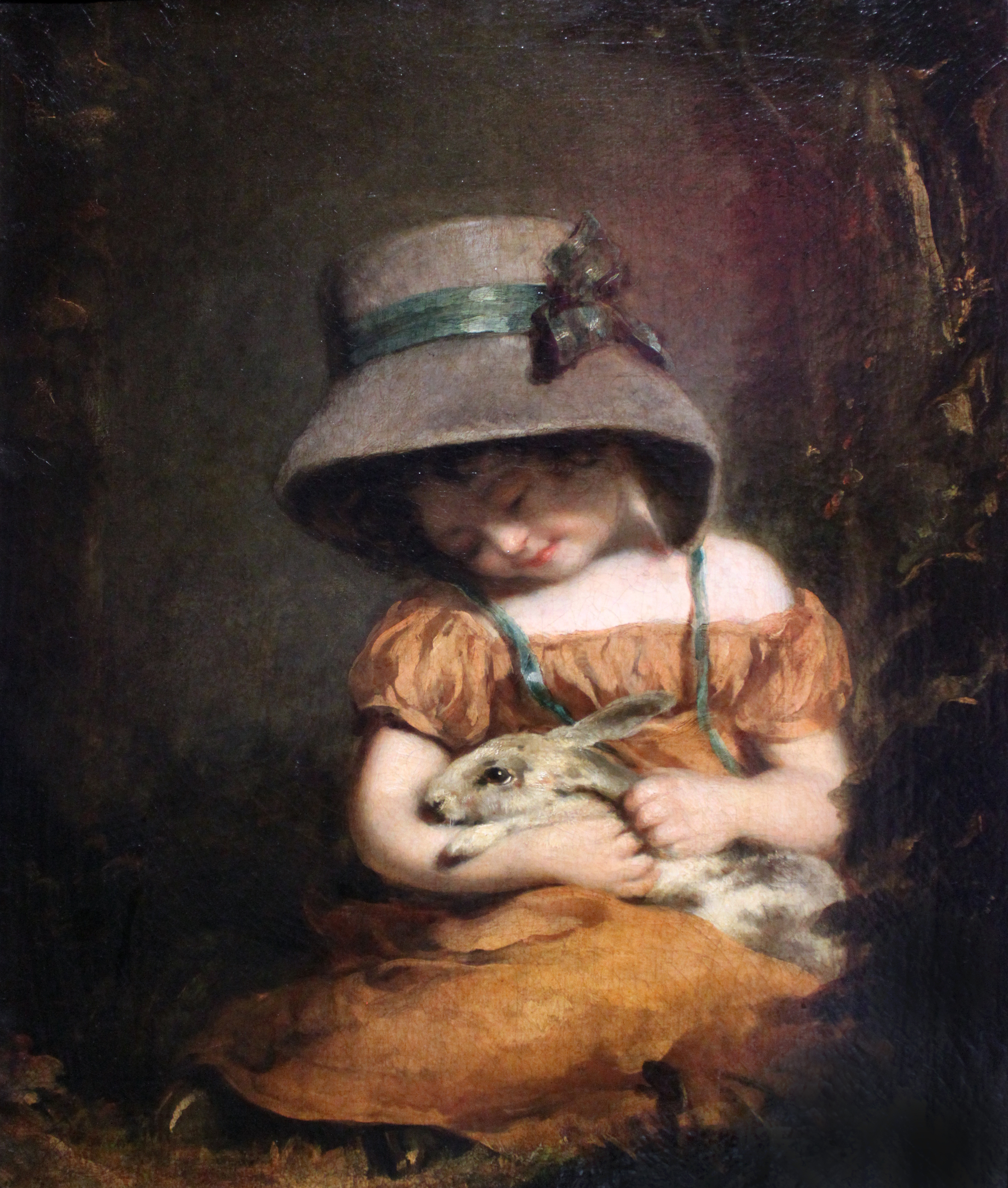
Jeune fille avec un lapin, 1800, Städelsches Kunstinstitut
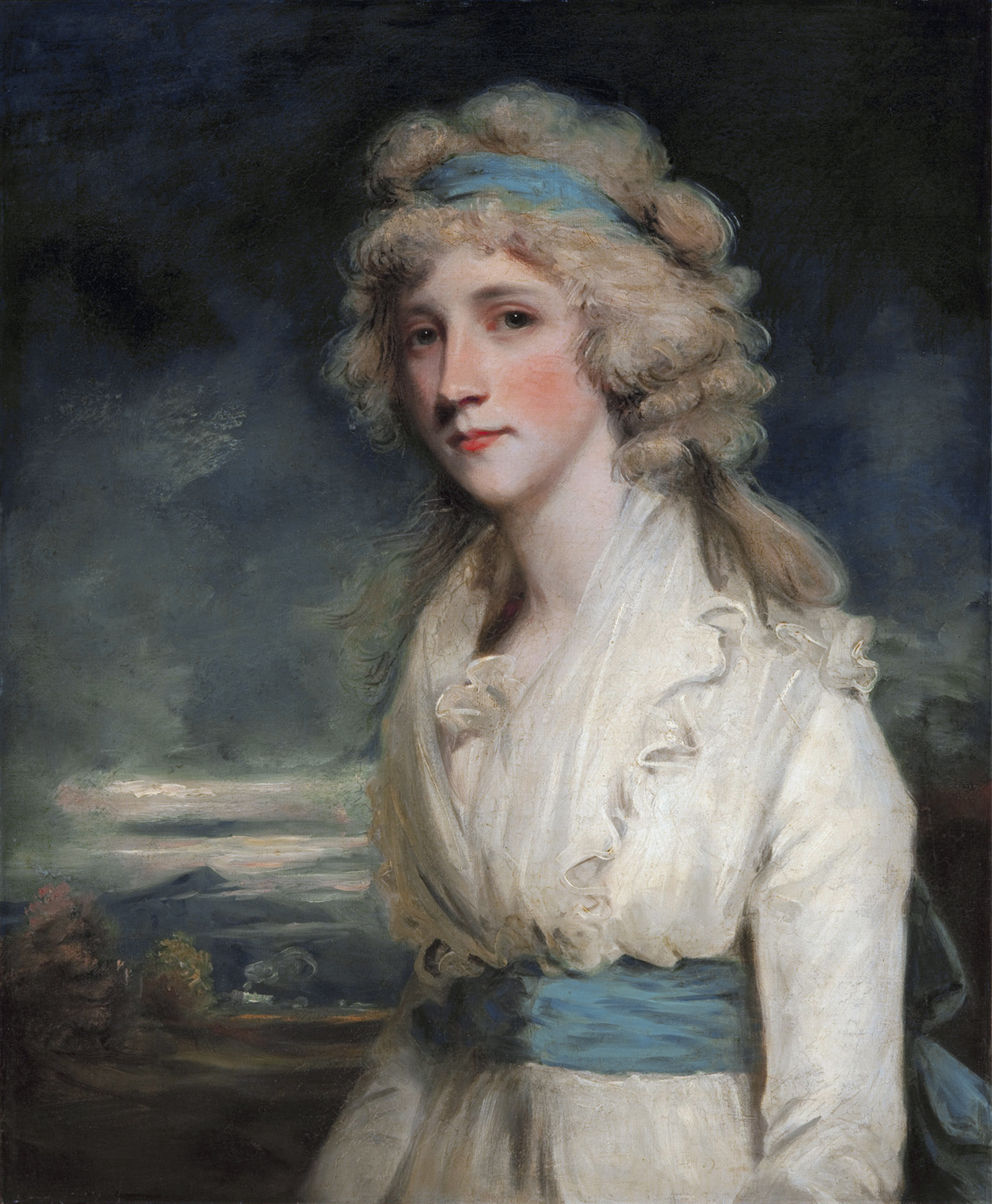
Agnes Catherine Coussmaker, vers 1800, Taft Museum of Art
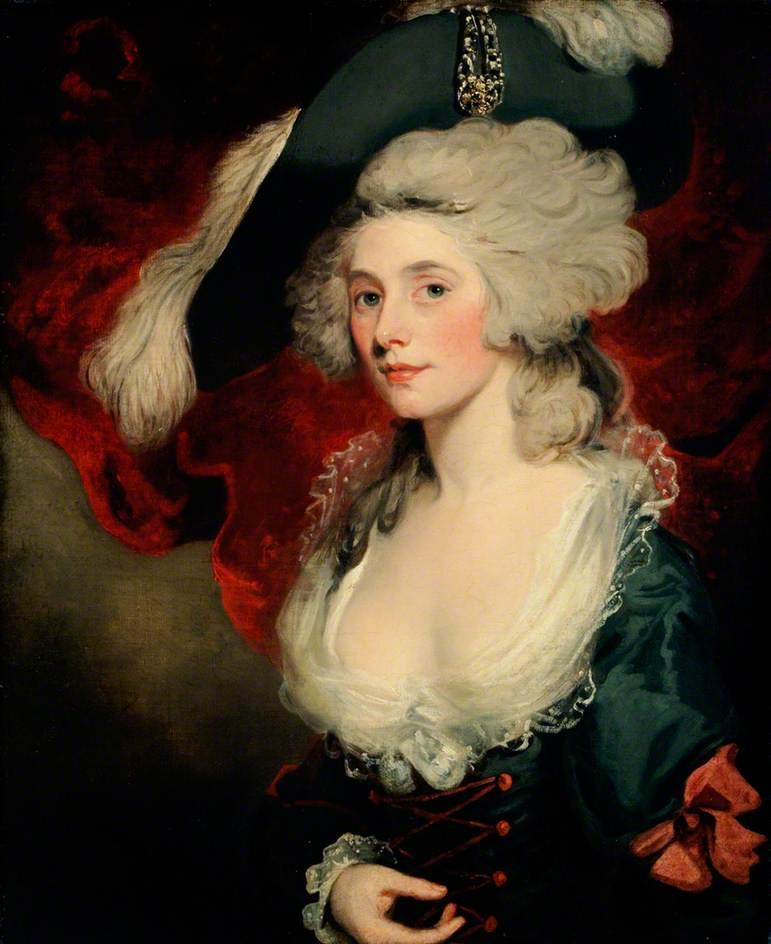
Mrs Mary Robinson as Perdita, n.d., Chawton House Library
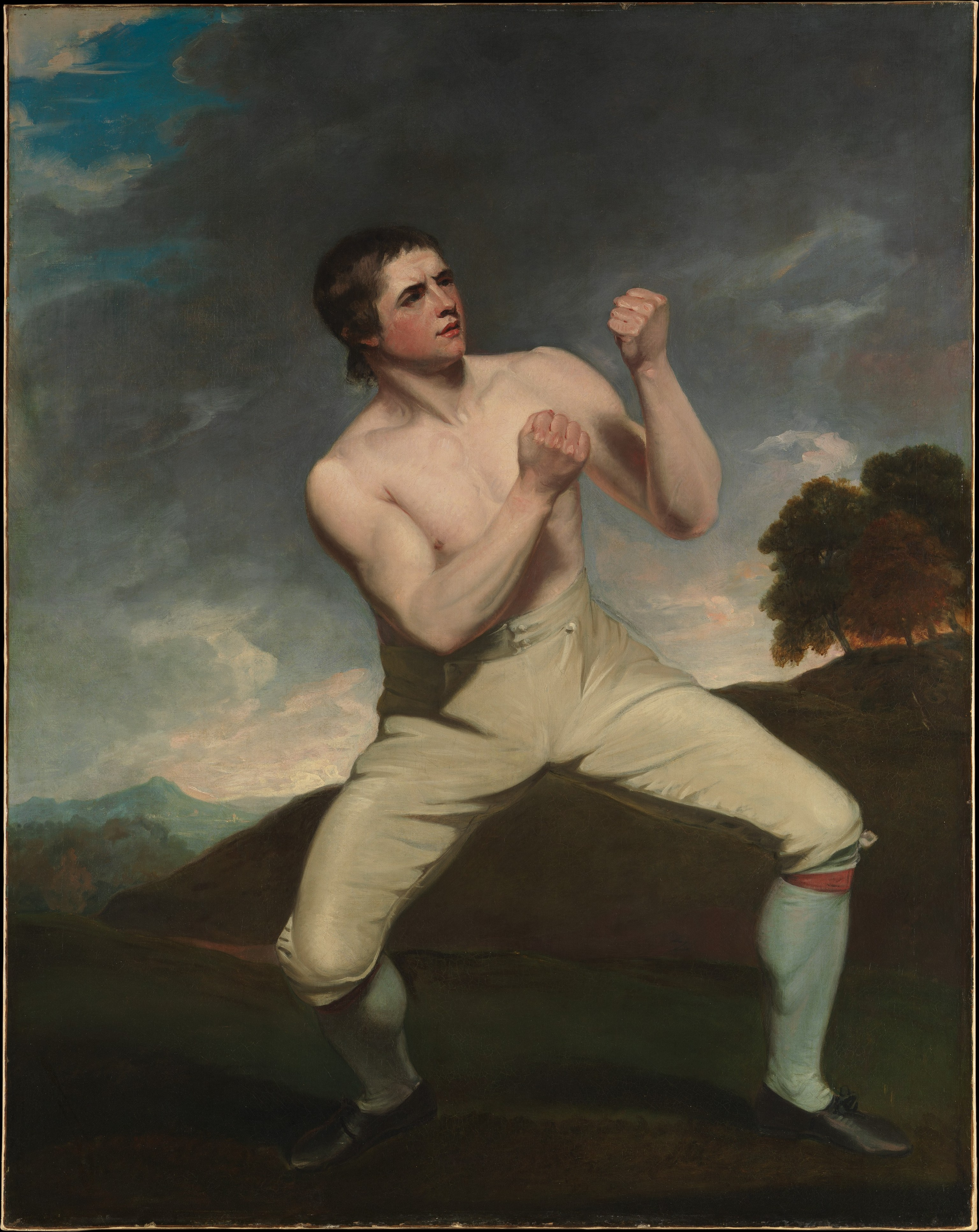
Richard Humphreys, le boxeur, n.d., Metropolitan Museum of Art